# Lansium domesticum
Lansium domesticum, comunemente noto come langsat è una pianta della famiglia delle Meliaceae che produce frutti commestibili coltivati a scopo commerciale. La specie è originaria del Sud-Est asiatico, dalla Thailandia peninsulare e Malesia all'Indonesia e alle Filippine.

## Descrizione
L'albero è di dimensioni medie, raggiungendo 30 m di altezza e 75 cm di diametro. Alberi di 30 anni cresciuti da seme e piantati ad una distanza di 8 metri l'uno dall'altro, possono raggiungere un'altezza di 10 metri e un diametro di 25 cm. Il tronco cresce in modo irregolare, con le radici che sporgono fuori dalla terra. La corteccia dell'albero è di colore grigiastro, con macchie chiare e scure. La sua resina è densa e color latte.
Le foglie composte presentano una sottile peluria e da 6 a 9 gemme posizionate a intervalli regolari. Le gemme sono lunghe ed ellittiche. Le foglie hanno basi ed estremità affusolate e la loro faccia superiore risulta lucida. Gli steli delle gemme misurano da 5 a 12 millimetri.
I fiori sono raggruppati in infiorescenze che crescono e pendono da grandi rami o dal tronco; se ne possono trovare fino a 5 nella stesso sito. Sono spesso ramificati alla base, misurano tra i 10 e i 30 cm e sono coperti da una corta peluria. I fiori sono piccoli, con steli corti. La guaina ha la forma di una coppa pentalobata ed è di colore giallo-verdastro mentre la corona è a forma di uovo e dura. Lo stame, che misura 2 mm di lunghezza è arrotondato nella parte superiore. Il pistillo è corto e grosso.

Il frutto può essere ellittico, ovoidale o rotondo, misurando 2-7 cm per 1,5-5 cm in termini di dimensioni. I frutti assomigliano molto a piccole patate e sono raggruppati in grappoli simili all'uva. I frutti più grandi appartengono alla varietà conosciuta come duku. I frutti sono ricoperti da una peluria sottile e gialla e spessore della loro buccia varia a seconda delle varietà, da 2 a 6 mm. Una volta rimossa la buccia, il frutto somiglia ad un aglio sbucciato, con circa cinque lobi bianchi e traslucidi, alcuni dei quali contengono un seme piatto e dal sapore amaro. I semi sono ricoperti da uno spesso arillo di colore bianco chiaro dal sapore agrodolce. Il gusto è stato paragonato a una combinazione di uva e pompelmo ed è considerato eccellente. La polpa dolce e succosa contiene saccarosio, fruttosio e glucosio. Per il consumo si preferiscono cultivar con semi piccoli o non sviluppati e arillo grosso.

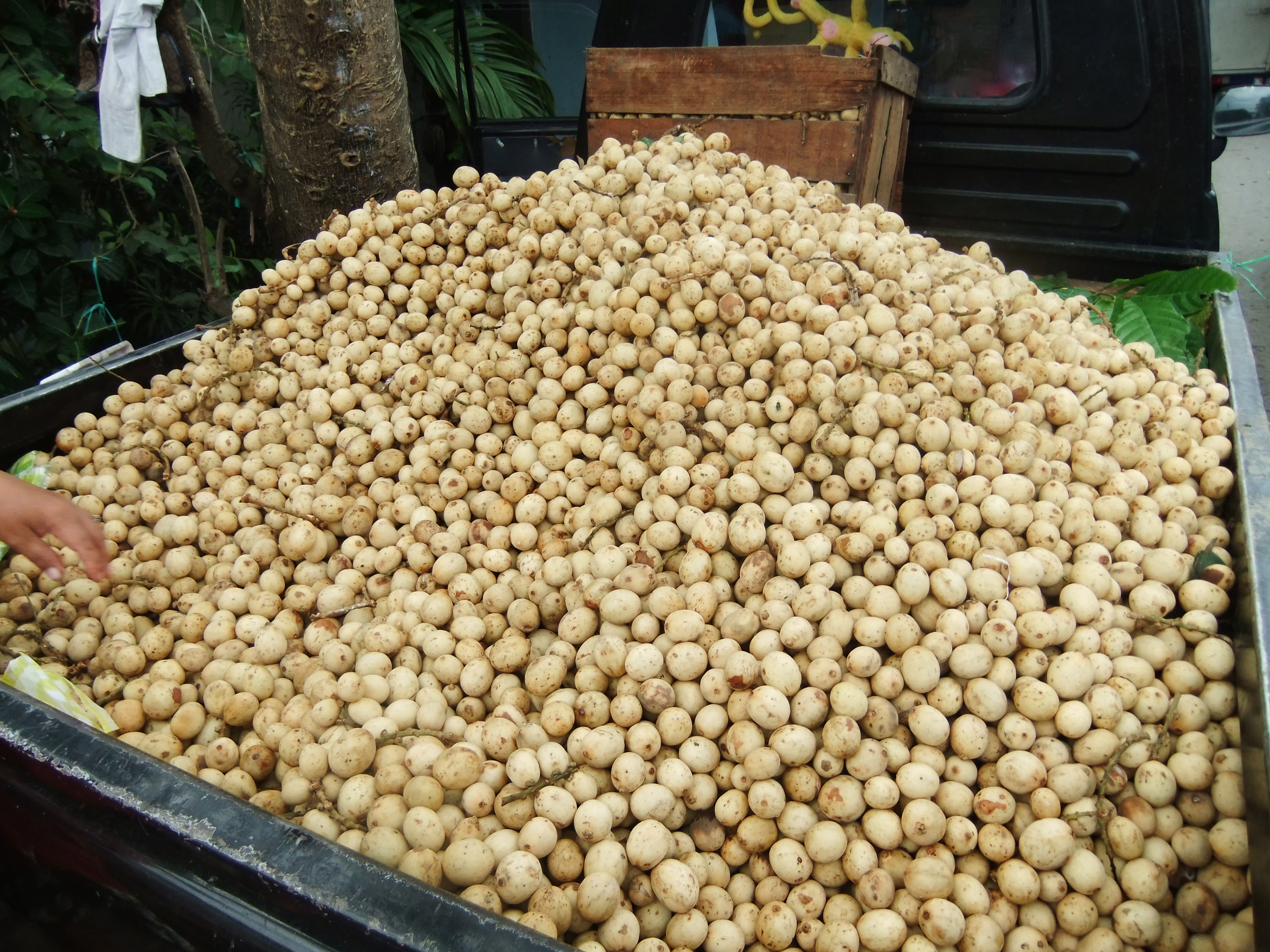
L. domesticum 'Langsat' venduto a Makassar, Indonesia
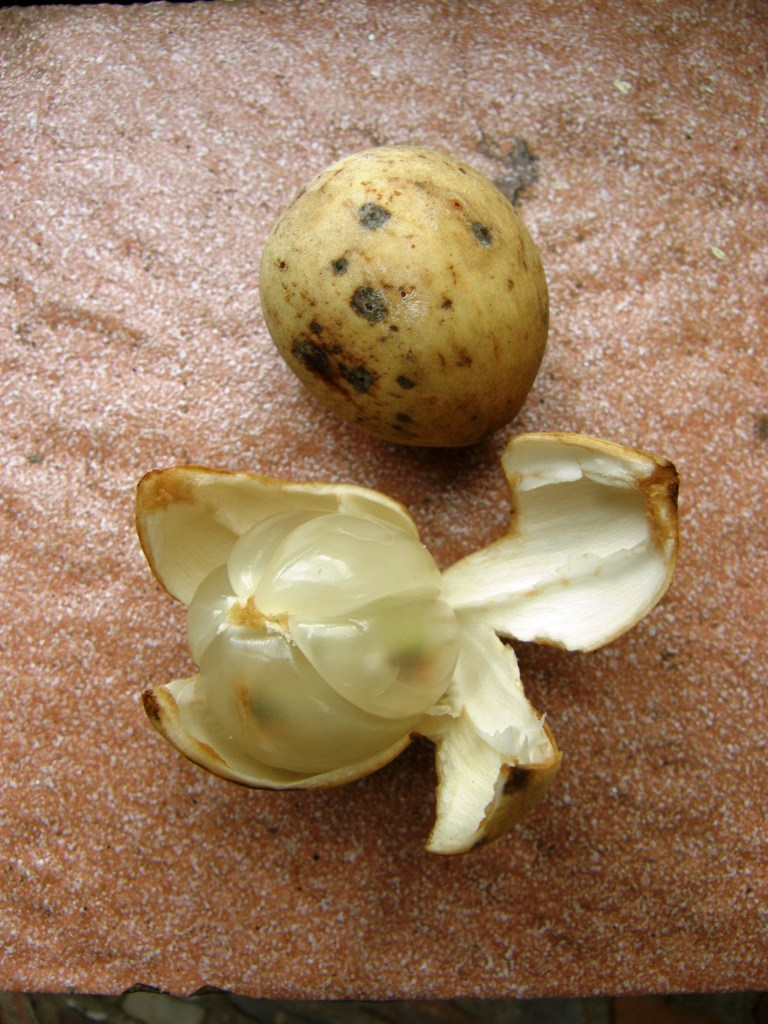
L. domesticum 'Langsat' sbucciato, si nota la buccia sottile ed i cinque lobi
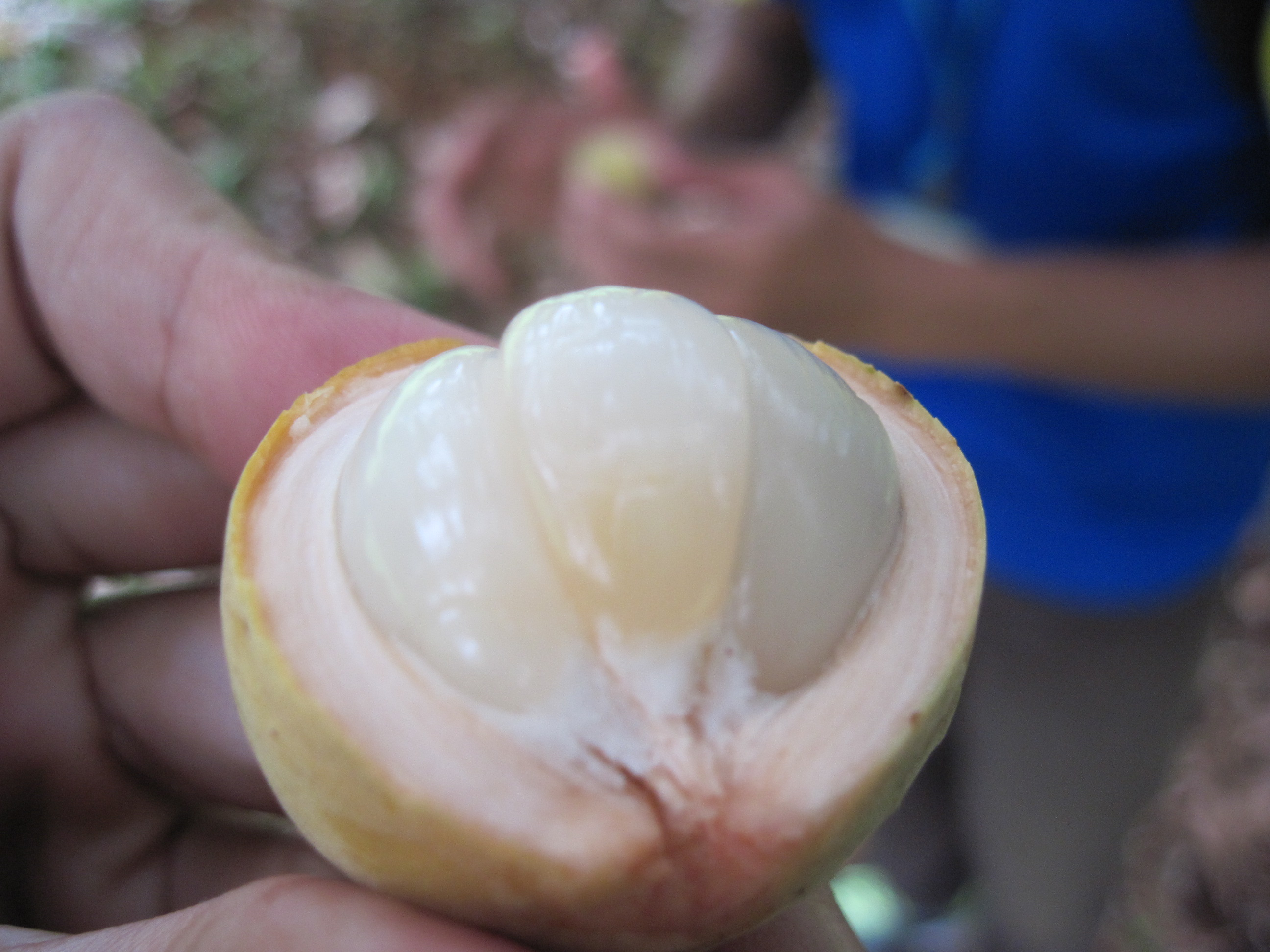
L. domesticum 'Duku' in Malesia, si nota la pelle spessa
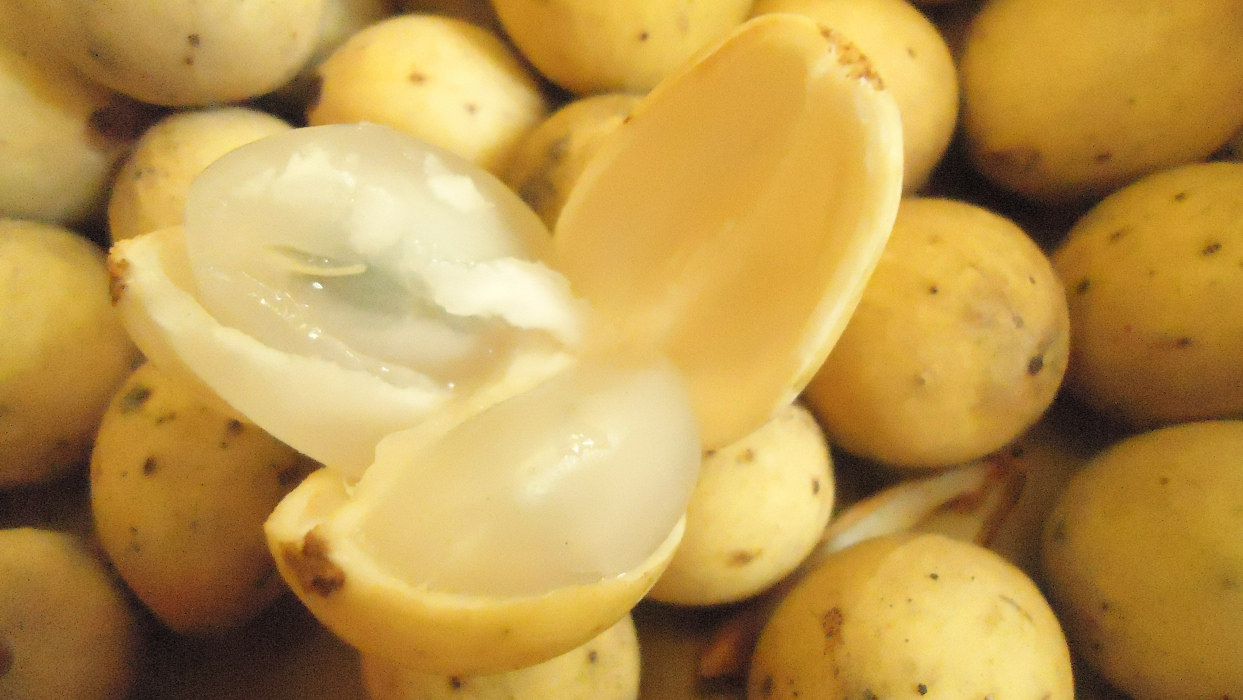
L. domesticum 'Paete' sbucciato e aperto

## Riproduzione

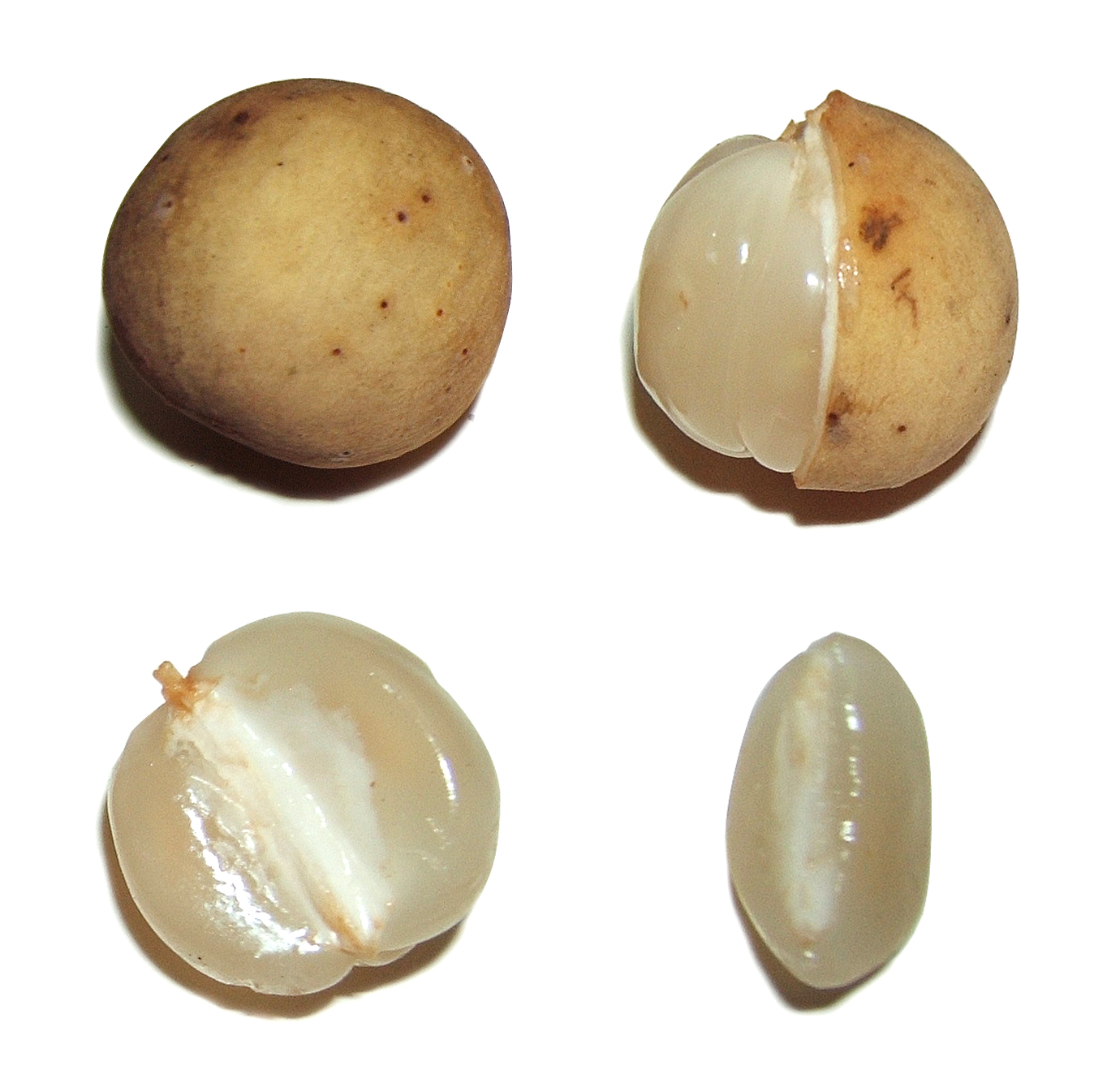
L. domesticum sbucciato, che mostra l'arillo traslucido attorno al seme

I semi di L. domesticum sono poliembrionici, gli embrioni multipli risultano dall'apomissia.
Il Lansium domesticum si riproduce tradizionalmente mediante piantine da seme, coltivate o raccolte sotto l'albero. Si ritiene che le nuove piantine richiedono dai 20 ai 25 anni per dare frutti, con la possibilità che la qualità del frutto sia inferiore. Tuttavia, altre fonti citano 12 anni di attesa per la prima produzione da seme e nessuna variazione nella produzione. La produzione spesso varia di anno in anno e dipende in una certa misura dalla presenza di un periodo siccitoso che induca la fioritura. Esperimenti nelle Filippine con l'innesto in cui due alberi vengono piantati uno vicino all'altro e poi innestati quando sono alti da uno a due metri per ottenere due sistemi di radici su un unico tronco principale hanno portato a una produzione di frutti più precoce e meno irregolare.
Un altro metodo comune di riproduzione è la margotta. Sebbene il processo richieda diversi mesi, il nuovo albero ottenuto è pronto a dare i suoi frutti entro due anni. Gli alberi coltivati con questo metodo hanno un alto tasso di mortalità, e le crescita risulta meno vigorosa.
Il terzo modo comune per riprodurre L. domesticum è l'innesto. Ciò fa sì che i nuovi alberi abbiano le stesse caratteristiche genetiche dei loro genitori e siano pronti a dare i loro frutti entro cinque o sei anni. La prole è relativamente più forte dei germogli trapiantati.

## Ecologia

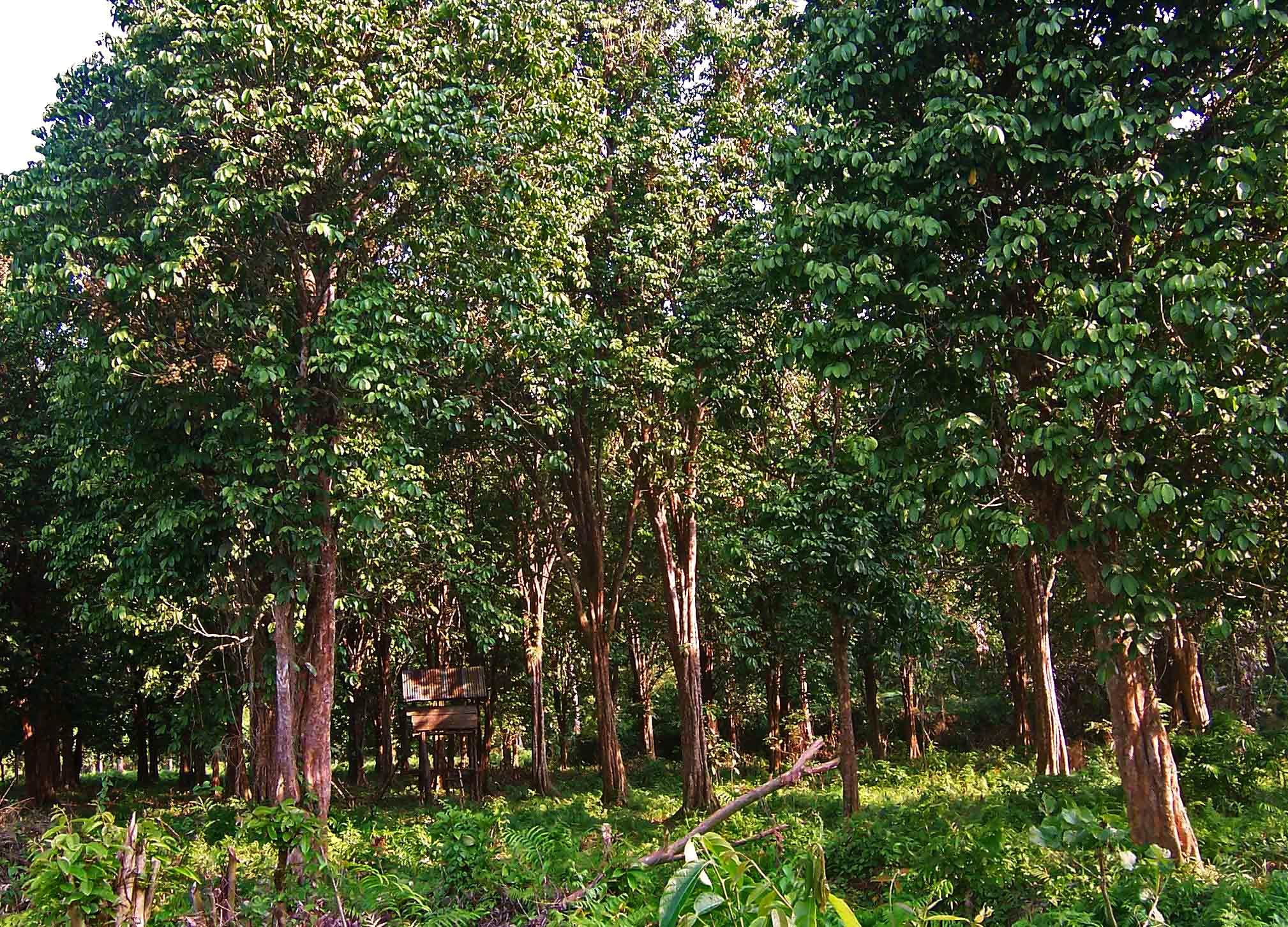
Un'agroforesta di Lansium domesticum a Musi Rawas, Sumatra, Indonesia

Il Lansium domesticum cresce bene nelle agroforeste miste. La pianta, soprattutto la varietà duku, preferisce zone umide e ombreggiate. Può essere coltivato nella stessa agroforesta di durian, petai e jengkol, nonché di alberi da legno.
Il Lansium domesticum viene coltivato da altitudini modeste fino a 600 m sopra il livello del mare, in aree con una piovosità media compresa tra 1500 e 2500 mm/anno. La pianta preferisce terreni leggermente acidi, con buon drenaggio e ricchi di pacciame. La variante langsat è più resistente e può resistere alle stagioni secche con un po' di ombra e acqua. La pianta non resiste in terreni inondati.
Il Lansium domesticum fruttifica generalmente una volta all'anno. Questo periodo può variare da zona a zona, ma la fioritura avviene generalmente dopo l'inizio della stagione delle piogge e la produzione dei frutti circa quattro mesi dopo.

## Distribuzione

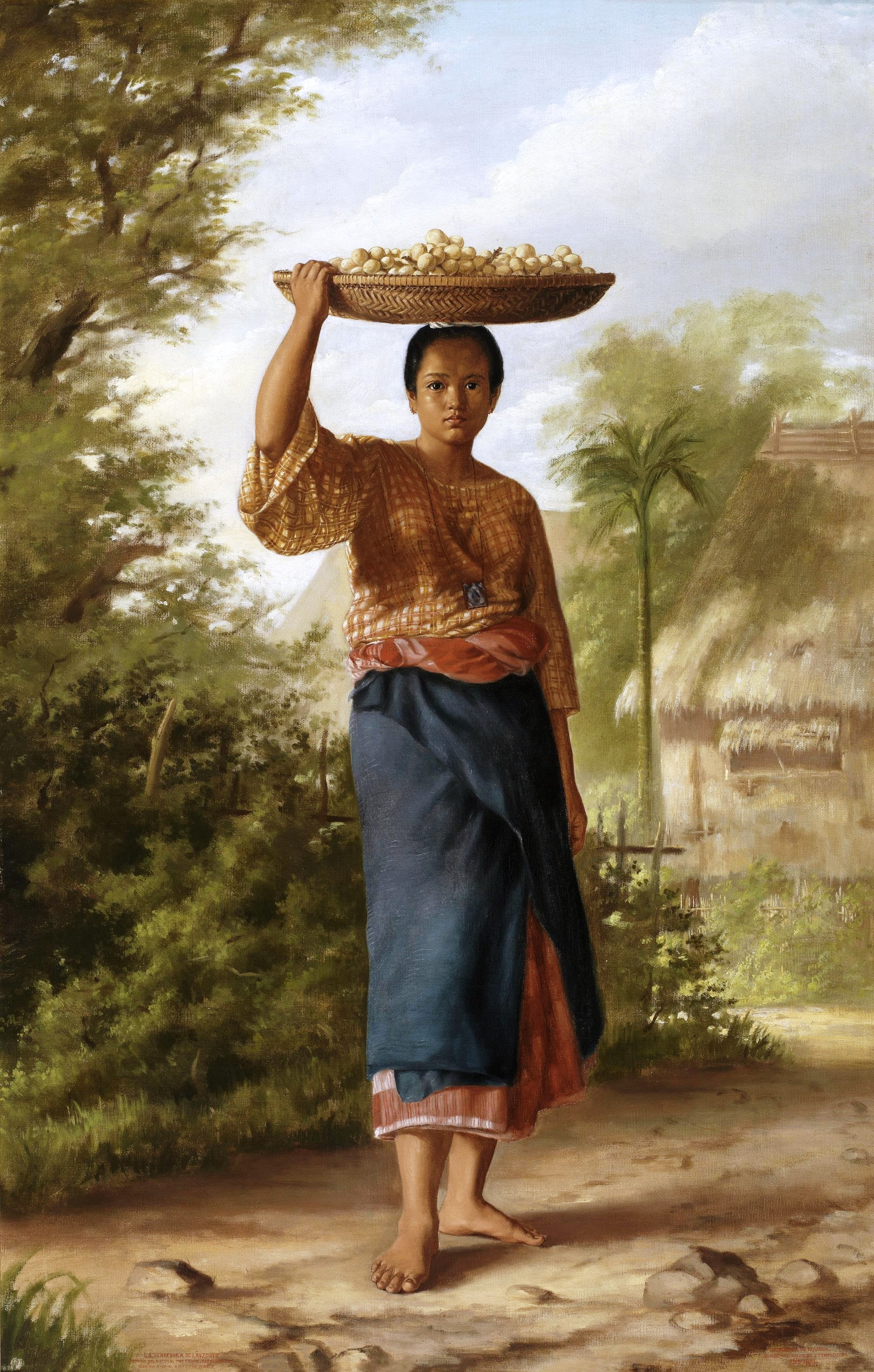
La Vendedora de Lanzones ("La venditrice di langsat") del pittore filippino Félix Resurrección Hidalgo (1875) nel Museo del Prado

Il Lansium domesticum è originario del sud-est asiatico, dalla Thailandia peninsulare e dalla Malesia peninsulare, a Giava, Sumatra, Borneo, Filippine (Luzon, Camiguin, Basilan e Mindanao), Sulawesi e le Piccole Isole della Sonda.
È stato introdotto anche in Laos, Cambogia, Vietnam, Myanmar, Isole Molucche, Nuova Guinea, Micronesia, Hawaii, Sri Lanka, India, Seychelles, Trinidad e Tobago e Suriname, tra gli altri.
L'albero è coltivato commercialmente nelle Filippine, Thailandia, Cambogia, Vietnam, India e Malesia. Cresce bene nelle zone più umide (3 metri o più di precipitazioni annuali) del Costa Rica, dove è ancora molto raro, essendo stato introdotto decenni fa dalla United Fruit Company. Un grosso ostacolo alla sua accettazione sembra essere che la pianta è molto lenta a produrre, richiedendo 12 anni o più dalla semina. Tuttavia, si ritiene che la margotta da alberi maturi, così come l'innesto, funzionino bene e riescano a fruttificare molto più velocemente.

## Usi
I maggiori produttori di Lansium domesticum sono Filippine, Indonesia, Thailandia e Malesia. La produzione è destinata principalmente al consumo interno, anche se una parte viene esportata a Singapore, Hong Kong e Kuwait.
Il Lansium domesticum viene coltivato principalmente per i suoi frutti, che possono essere consumati crudi. Dal frutto si può ricavare uno sciroppo. Il legno è duro, spesso, pesante e resistente, il che ne consente l'utilizzo nella costruzione di case rurali.